# Grzegorz Żmij
Grzegorz Marian Żmij (ur. 10 stycznia 1972 w Katowicach) – polski prawnik, doktor habilitowany nauk prawnych, nauczyciel akademicki, profesor Uniwersytetu Śląskiego, specjalista w zakresie prawa cywilnego, prawa arbitrażowego i prawa międzynarodowego prywatnego, od 2018 sędzia Sądu Najwyższego.

## Życiorys
Absolwent IV Liceum Ogólnokształcącego w Katowicach. W 1996 ukończył studia prawnicze na Wydziale Prawa i Administracji Uniwersytetu Śląskiego. W latach 1996–1997 odbył podyplomowe studia w Uniwersytecie w Trewirze, ukończone z wynikiem celującym (summa cum laude) na podstawie pracy magisterskiej napisanej pod kierunkiem prof. dr. Bernda von Hoffmanna pt. Währungsrechtliche Probleme des vertraglichen Schadensersatzes unter besonderer Berücksichtigung der UNIDROIT Grundregeln der Internationalen Handelsverträge.
W 2001 na podstawie napisanej pod kierunkiem Maksymiliana Pazdana rozprawy pt. Waluta świadczenia pieniężnego w międzynarodowym obrocie handlowym otrzymał na Wydziale Prawa i Administracji Uniwersytetu Śląskiego stopień naukowy doktora nauk prawnych w zakresie prawa, specjalność: prawo cywilne, prawo finansowe, prawo prywatne międzynarodowe. Praca otrzymała wyróżnienie w XXXVII Ogólnopolskim Konkursie „Państwa i Prawa” na najlepsze prace habilitacyjne i doktorskie. W 2014 na podstawie dorobku naukowego oraz rozprawy pt. Firma w prawie prywatnym międzynarodowym uzyskał stopień doktora habilitowanego nauk prawnych w zakresie prawa.
Został adiunktem, a później profesorem Uniwersytetu Śląskiego zatrudnionym w Katedrze Prawa Cywilnego i Prawa Prywatnego Międzynarodowego Wydziału Prawa i Administracji.
Odbył następujące staże naukowe:
- Pobyt naukowy w Max-Planck Institut für ausländisches und internationales Privatrecht w Hamburgu (1999),
- Pobyt naukowy w Instytucie UNIDROIT w Rzymie (1999),
- Pobyt naukowy w Uniwersytecie we Fryburgu Bryzgowijskim (2000),
- Pobyt naukowy w Uniwersytecie w Trewirze (2000),
- Staż naukowy w Max-Planck-Institut für Geistiges Eigentum, internationales Wettbewerbs und Steuerrecht w Monachium (2003),
- Staż naukowy w Uniwersytecie w Monastyrze (2018)[8].

W latach 2002–2018 radca prawny i arbiter krajowy oraz międzynarodowypotrzebne źródło.
W lipcu 2018  zgłosił swoją kandydaturę na sędziego Sądu Najwyższego. 10 października 2018 prezydent Andrzej Duda powołał go do pełnienia urzędu sędziego Sądu Najwyższego w Izbie Kontroli Nadzwyczajnej i Spraw Publicznych, gdzie mimo zgłaszanych przez przedstawicieli środowiska prawniczego kontrowersji związanych z nominacją w trakcie kryzysu wokół Sądu Najwyższego rozpoczął orzekanie. Był sprawozdawcą pierwszej rozpoznanej przez Sąd Najwyższy skargi nadzwyczajnej. 

## Wybrane publikacje
- Konwencja wiedeńska o umowach międzynarodowej sprzedaży towarów. Komentarz (współautorzy: J. Górecki, M. Jagielska, J. Klatka, L. Ogiegło, J. Pazdan, M. Pazdan, W. Popiołek, M. Szpunar, M.A. Zachariasiewicz), red. M. Pazdan, Kraków 2001.
- Prawo waluty, Zakamycze, Kraków 2003.
- Law of E-Commerce in Poland and Germany (współredaktor: B. Heiderhoff), Sellier Monachium 2005.
- Tort Law in Poland, Germany and Europe (współredaktor: B. Heiderhoff), Sellier Monachium 2009.
- Interpretation in Polish, German and European Private Law (współredaktor: B. Heiderhoff), Sellier Monachium 2011.
- Private Autonomy in Germany and Poland and in the Common European Sales Law (współredaktorzy: T. Drygala, B. Heiderhoff, M. Staake), Sellier Monachium 2012.
- Firma w prawie prywatnym międzynarodowym, C.H. Beck, Warszawa 2013.
- Diagnoza arbitrażu. Funkcjonowanie prawa o arbitrażu i kierunki postulowanych zmian (współautorzy: Ł. Błaszczak, R. Sikorski, M. Zachariasiewicz, K. Zawiślak), red. B. Gessel-Kalinowska vel Kalisz, Wrocław 2014.
- Propozycje zmian legislacyjnych mających na celu ulepszenie ram prawnych sądownictwa polubownego w Polsce. Biała księga. (współautorzy: Ł. Błaszczak, R. Sikorski, M. Zachariasiewicz, K. Zawiślak), red. B. Gessel Kalinowska vel Kalisz, M. Zachariasiewicz, Warszawa 2014.
- Polish Arbitration Law, (współautorzy: Błaszczak, R. Sikorski, M. Zachariasiewicz, K. Zawiślak), red. B. Gessel-Kalinowska vel Kalisz, Wrocław 2014.
- Limits of harmonisation and convergence : dissimilarities within similarities of Polish and German contract law, (współredaktorzy: M. Jagielska, E. Macierzyńska-Franaszczyk, E. Rott-Pietrzyk, F. Zoll), Warszawa: Wolters Kluwer 2018.
- Investitionsstreitigkeiten zwischen Deutschland und Polen aus der europäischen Perspektive : Anmerkung zum Achmea-Urteil und seinen Folgen / Grzegorz Żmij. // Z. Eur. Priv.r. – 2019, nr 3, s. 535–553.
- Uwarunkowania prawne powoływania sędziów w Europie w świetle wyroku Europejskiego Trybunału Praw Człowieka z 12. 03. 2019 r. : 26374/18, Guomundur Andri Astradsson przeciwko Islandii / Grzegorz Żmij, Leszek Bosek. // Eur. Prz. Sądowy. – 2019, nr 7, s. 30–41.
- Richterwahl und europäisches Recht : zugleich ein Beitrag zur Situation in Polen / Leszek Bosek, Grzegorz Żmij. // Europarecht (Baden-Baden). – 2019, h. 5, s. 522–545.
- Prawo prywatne międzynarodowe: komentarz / red. Maksymilian Pazdan; aut.: Edyta Figura-Góralczyk, Jacek Górecki, Katarzyna Grzybczyk, Monika Jagielska, Anna Juryk, Wojciech Klyta, Agata Kozioł, Marcin Kropka, Witold Kurowski, Piotr Machnikowski, Piotr Mostowik, Krzysztof Pacuła, Jadwiga Pazdan, Maksymilian Pazdan, Wojciech Popiołek, Katarzyna Sznajder-Peroń, Maciej Szpunar, Marek Świerczyński, Paulina Twardoch, Michał Wojewoda, Maciej Zachariasiewicz, Maria Anna De Abgaro Zachariasiewicz, Jacek Zrałek, Łukasz Żarnowiec, Grzegorz Żmij. – Warszawa: Wydawnictwo C. H. Beck, 2018.